# Zuzana Brzobohatá
Zuzana Brzobohatá (* 11. Juli 1962 in Brno) ist eine tschechische Politikerin der ČSSD. Sie war von 2009 bis 2014 Mitglied des Europäischen Parlaments.

## Leben
Brzobohatá war von 1990 bis 1995 Informatikerin bei der Stadt Tišnov. Von 1995 bis 2000 war sie Pädagogin mit einer Lehrtätigkeit im Bereich Computertechnik an einer Mittelschule und Berufsschule. Als Vertreterin der Česká strana sociálně demokratická (ČSSD; Sozialdemokratischen Partei) war sie von 2008 bis 2009 Mitglied des tschechischen Abgeordnetenhauses.
Bei der Europawahl 2009 wurde Brzobohatá ins Europäische Parlament gewählt. Dort saß sie in der Fraktion der Progressiven Allianz der Sozialdemokraten (S&D), war Mitglied im Ausschuss für regionale Entwicklung sowie Delegierte für die Beziehungen zur Schweiz und zu Norwegen, im Gemischten Parlamentarischen Ausschuss EU-Island und im Gemischten Parlamentarischen Ausschuss Europäischer Wirtschaftsraum. Ab 2012 gehörte sie zusätzlich dem Haushaltsausschuss und dem Haushaltskontrollausschuss an.